# Campylotropis rogersii
Campylotropis rogersii är en ärtväxtart som beskrevs av Anton Karl Schindler. Campylotropis rogersii ingår i släktet Campylotropis och familjen ärtväxter. Inga underarter finns listade i Catalogue of Life.